# Nguyên thủ Cộng hoà Adygea
Nguyên thủ Cộng hoà Adygea (Tiếng Adyega: Адыгэ Республикэм и ЛIышъхьэ; Latinh hóa: Adyge Respublikem i LIysh"kh'e) - trước tháng 5 năm 2011 thì vị trí mang tên là Tổng thống Cộng hoà Adygea - là người đứng đầu của Cộng hoà Adyea, một trong những nước cộng hoà thuộc Nga.

## Lịch sử
Vị trí tổng thống Cộng hoà Adyega (Trước 24 tháng 3 năm 1992 là Cộng hòa Xã hội chủ nghĩa tự trị Adyega) được thành lập vào ngày 28 tháng 6 năm 1991, theo sau Tuyên bố chủ quyền nhà nước của Adyega. Cuộc bầu cử đầu tiên của chức vụ mới này ở Adyega diễn ra vào khoảng từ tháng 12 năm 1991 đến tháng 1 năm 1992 và được chia thành hai vòng. Ngày 19 tháng 10 năm 1994, các thành viên của Uỷ ban Hiến pháp đang chuẩn bị dự thảo Hiến pháp mới và được đệ trình để Hội đồng Nhà nước phê duyệt. Sau khi thảo luận, các thành viên trong phiên họp của Hội đồng Nhà nước đã thông qua dự thảo và công bố trên toàn quốc để lấy ý kiến đóng góp. Vào ngày 6 tháng 3 năm 1995, sau khi lấy ý kiến trên toàn quốc khoảng 4 tháng rưỡi và hai lần được Hội đồng Nhà nước xem xét thì bản dự thảo cuối cùng đã được gửi đến Hội đồng nhằm xem xét thông qua lần cuối và nhận được sự đồng ý từ các thành viên Hội đồng. Bằng việc thông qua hiến pháp mới sau nhiều cuộc thảo luận, quyền hạn và nghĩa vụ của Tổng thống Adygea đã được ấn định.
Vào ngày 28 tháng 12 năm 2010, Luật Liên bang đã được thông qua, quy định rằng tên của quan chức cao nhất của một thực thể cấu thành của Liên bang Nga (người đứng đầu cơ quan hành pháp cao nhất của quyền lực nhà nước của thực thể cấu thành) không được chứa các từ và cụm từ tạo nên tiêu đề của vị trí nguyên thủ quốc gia - Tổng thống Liên bang Nga. Cho đến ngày 1 tháng 1 năm 2015, luật này mới chính thức áp dụng trên toàn lãnh thổ Nga sau khi các điều lệ cũng như hiến pháp được điều chỉnh sao cho phù hợp với đặc thù của từng chủ thể thành viên thuộc Nga.
Vào ngày 20 tháng 4 năm 2011, tại cuộc họp thứ hai của Hội đồng Nhà nước Adygea, các thành viên đã thông qua việc đưa ra các sửa đổi Hiến pháp của nước cộng hòa nhằm thay thế tên "Tổng thống Cộng hòa Adygea" bằng "Người đứng đầu Cộng hòa Adygea" .

## Bầu cử
Vào ngày 23 tháng 3 năm 2016, các đại biểu của Hội đồng Nhà nước (Khase) của Cộng hòa Adyega đã hủy bỏ cuộc bầu cử phổ thông trực tiếp của người đứng đầu nước Cộng hoà này (với 50 đại biểu bỏ phiếu thông qua luật, bốn đại biểu phản đối). Từ thời điểm này trở đi, các bên sẽ đề xuất các ứng cử viên của mình để Tổng thống Nga xem xét, người sẽ xác định ba ứng cử viên, trong số đó các đại biểu của quốc hội địa phương sẽ chọn ra người đứng đầu mới bằng cách bỏ phiếu kín.
| Ứng cử viên | Ứng cử viên      | Đảng                | Số phiếu bầu | Tỉ lệ phiếu bầu |
| ----------- | ---------------- | ------------------- | ------------ | --------------- |
|             | Murat Kumpilov   | Nước Nga Thống nhất | 48           | 100%            |
|             | Evgeny Grunin    | Dân chủ Tự do Nga   | 0            | 0%              |
|             | Alexander Loboda | Nước Nga Công lý    | 0            | 0%              |
| Tổng cộng   | Tổng cộng        | Tổng cộng           | 48           | 100%            |

## Danh sách các nguyên thủ Cộng hoà Adyega
| Tên (Sinh–mất)                 | Chân dung   | Nhiệm kỳ làm việc                         | Thời gian nhiệm kỳ | Đảng | Đảng                | Bầu cử    |
| ------------------------------ | ----------- | ----------------------------------------- | ------------------ | ---- | ------------------- | --------- |
| Aslan Dzharimov (Sinh 1937)    | không khung | 5 tháng 1 năm 1992 – 8 tháng 2 năm 2002   | 10 năm, 34 ngày    |      | Không đảng          | 1991–1992 |
| Aslan Dzharimov (Sinh 1937)    | không khung | 5 tháng 1 năm 1992 – 8 tháng 2 năm 2002   | 10 năm, 34 ngày    |      | Tổ quốc – Nước Nga  | 1997      |
| Hazret Sovmen (Sinh 1937)      | không khung | 8 tháng 2 năm 2002 – 13 tháng 1 năm 2007  | 4 năm, 339 ngày    |      | Nước Nga Thống nhất | 2002      |
| Aslan Tkhakushinov (Sinh 1947) | không khung | 13 tháng 1 năm 2007 – 12 tháng 1 năm 2007 | 9 năm, 365 ngày    |      | Nước Nga Thống nhất | 2007      |
| Aslan Tkhakushinov (Sinh 1947) | không khung | 13 tháng 1 năm 2007 – 12 tháng 1 năm 2007 | 9 năm, 365 ngày    | 2011 | Nước Nga Thống nhất |           |
| Murat Kumpilov (Sinh 1973)     | không khung | 12 tháng 1 năm 2007 – 10 tháng 9 năm 2007 | 8 năm, 71 ngày     |      | Nước Nga Thống nhất | –         |
| Murat Kumpilov (Sinh 1973)     | không khung | 10 tháng 9 năm 2007 – Tại nhiệm           | 8 năm, 71 ngày     | 2017 | Nước Nga Thống nhất |           |
| Murat Kumpilov (Sinh 1973)     | không khung | 10 tháng 9 năm 2007 – Tại nhiệm           | 8 năm, 71 ngày     | 2022 | Nước Nga Thống nhất |           |